# Saint-Just-Saint-Rambert
Saint-Just-Saint-Rambert este o comună în departamentul Loire din sud-estul Franței. În 2009 avea o populație de 14.315 de locuitori.

## Evoluția populației
| An        | 1975  | 1982   | 1990   | 1999   | 2006   | 2009   |
| --------- | ----- | ------ | ------ | ------ | ------ | ------ |
| Populație | 9.010 | 10.533 | 12.299 | 13.192 | 14.809 | 14.315 |